# Rolf Dieter Schraft
Rolf Dieter Schraft (* 2. Februar 1942 in Stuttgart) ist ein deutscher Robotiker und Hochschullehrer.

## Leben
Rolf Dieter Schraft wurde 1942 in Stuttgart geboren. An der Universität Stuttgart studierte er Maschinenbau und Fertigungstechnik. Im Jahre 1969 wurde er wissenschaftlicher Mitarbeiter am von Carl Martin Dolezalek geleiteten Fraunhofer-Institut für Produktionstechnik und Automatisierung (IPA). Zwei Jahre später übernahm Hans-Jürgen Warnecke die Instituts-Leitung und Schraft wurde Leiter im Bereich Handhabungssysteme. 1976 promovierte er mit dem Thema „Systematisches Auswählen und Konzipieren von programmierbaren Handhabungsgeräten“.
Rolf Dieter Schraft erwarb sich deutschlandweit Verdienste bei der Etablierung und dem zunehmenden Einsatz von Industrierobotern in der Automatisierung seit Beginn dieser Entwicklung in den 1970ern. Im Jahre 1977 erhielt Schraft einen Lehrauftrag an der Universität Stuttgart, 1993 wurde er Institutsleiter.
Sein Nachfolger am IPA wurde 2007 Alexander Verl.

## Auszeichnungen
- ASEA Robotics Award, 1986
- JIRA Award, 1990
- Joseph F. Engelberger Award, 1992

## Publikationen (Auswahl)
- Systematisches Auswählen und Konzipieren von programmierbaren Handhabungsgeräten, Krausskopf, Mainz 1977, ISBN 3-7830-0115-3 (Zugleich Dissertation an der Universität Stuttgart, Fachbereich Fertigungstechnik, 1976).
- mit Hans-Jürgen Warnecke als Hrsg.: Industrieroboter: Handbuch für Industrie und Wissenschaft, Springer, 1990, ISBN 3-54-050934-8.
- Automatisierung der Produktion: Erfolgsfaktoren und Vorgehen in der Praxis, mit Alexander Verl und Ralf Kaun, Springer, 1998
- mit Martin Hägele, Kai Wegener u. a. als (Hrsg.): Service - Roboter - Visionen. Hanser, München 2004, ISBN 3-446-22840-3.